# Elenchus Plantarum Horti Regii Botanici Matritensis
Elenchus Plantarum Horti Regii Botanici Matritensis (abreviado Elench. Pl. Horti Matr.) es un libro con ilustraciones y descripciones botánicas que fue escrito por el médico, biólogo y botánico español Antonio José de Cavanilles y publicado en Madrid en el año 1803.